# 金英一
金 英一（キム・ヨンイル、 1955年9月30日 -2000年5月10日）は、朝鮮民主主義人民共和国の人物。金日成と金聖愛の息子で、金正日の異母弟、金平一は同母兄、金慶真は同母姉。

## 経歴
元々の名前は金誠一(キム・ソンイル)だが、1959年2月15日に名前をキム・ヨンイル(金英一)に変更した。かつて金日成は『党は金正日に、軍は金平一に、政治は金英一に任せる』と言ったほどの人物とされる。また当時の軍の最高実力者、呉振宇の次男と仲がよく、呉は金平一についても彼から詳細に聞かされていたために、平一の支持に回ったと言われている。その後、金正日が後継者になる過程で、英一も北朝鮮の在外公館に勤務（事実上の国外追放）。1984年から1990年まで東ドイツに駐在していたが、2000年5月頃、ドイツの北朝鮮大使館在職中に肝硬変で没したという。